# ویلیام وی. مونگ
ویلیام وی. مونگ (انگلیسی: William V. Mong؛ ‏ ۲۵ ژوئن ۱۸۷۵ – ۱۰ دسامبر ۱۹۴۰) یک کارگردان، فیلم‌نامه‌نویس و بازیگر اهل ایالات متحده آمریکا بود.
از فیلم‌هایی که وی در آن نقش داشته است، می‌توان به مبارزه برای عدالت، کلئوپاترا، مجنون چون روباه، به‌دنبال دل خود، ترجیحاً فولاد، جزیره گنج، کشتی نوح، ۸۱۳ و افتخار دیگر ارزشی ندارد اشاره کرد.